# راندال فالكير
راندال فالكير (بالإنجليزية: Randal Falker)‏ مواليد 22 يوليو 1985 في سانت لويس، هو لاعب كرة سلة أمريكي. بدأ مسيرته الاحترافية في سنة 2008. يلعب في الدوري الروماني لكرة السلة كلاعب وسط. يحمل الرقم 77. يبلغ طوله 6 قدم 7 بوصة (2.0 م).

## المسيرة الاحترافية
لعب مع شوليه باسكت في الدوري الفرنسي من سنة 2008 إلى 2012، ثم لعب مع بشكتاش لكرة السلة في الدوري التركي في موسم 2012–2013، ثم لعب مع نانسي باسكت في الدوري الفرنسي من سنة 2013 إلى 2016، ثم لعب مع نادي إيه إي كي لكرة السلة في موسم 2016–2017.

## روابط خارجية
- راندال فالكير على موقع الدوري الأوروبي لكرة السلة (الإنجليزية)
- راندال فالكير على موقع كرة السلة الأوروبية.كوم (الإنجليزية)
- راندال فالكير على موقع كلية كرة السلة في سبورتس رفرنس.كوم (الإنجليزية)
- راندال فالكير على موقع ريلجم (الإنجليزية)
- راندال فالكير على موقع بروبوليرز (الإنجليزية)
- راندال فالكير على موقع سبورتس رفرنس (الإنجليزية)